# Affaire Evaëlle
 (juin 2019).
Le texte peut changer fréquemment, n’est peut-être pas à jour et peut manquer de recul. 
Le titre et la description de l'acte concerné reposent sur la qualification juridique retenue lors de la rédaction de l'article et peuvent évoluer en même temps que celle-ci.
L'affaire Evaëlle est une affaire judiciaire française qui a pour origine le suicide par pendaison d'une collégienne de onze ans, Evaëlle Dupuis, le 21 juin 2019 à son domicile, à Herblay-sur-Seine dans le Val-d'Oise, à la suite de harcèlement scolaire.

## Faits
Evaëlle Patricia Josyane Françoise Dupuis, née le 1er octobre 2007 dans le 14e arrondissement de Paris, fait sa rentrée en classe de sixième au collège Isabelle Autissier en septembre 2018. Selon la plainte déposée par ses parents, elle aurait été victime de harcèlement régulier de la part de sa professeure de français et d'un groupe d'élèves.
Evaëlle change de collège en février 2019 pour continuer sa scolarité au collège Georges Duhamel, dans le même secteur.
Le 21 juin 2019, en début de soirée, Evaëlle est retrouvée pendue à son lit par un foulard. Après une intervention des sapeurs-pompiers, son cœur repart une première fois, mais l'enfant meurt dans la nuit du 22 juin à l'hôpital Robert-Debré situé dans le 19e arrondissement de Paris.

## Enquête
Plusieurs plaintes sont déposées contre les enfants et la professeure de français. L'enseignante est placée en garde à vue en novembre 2019. Elle est mise en examen en septembre 2020 pour « harcèlement sur mineur », placée sous contrôle judiciaire. Depuis 2021, il lui est interdit d'exercer le métier d'enseignante et est tenue à une obligation de soins psychologiques. Le parquet de Pontoise requiert en février 2024 le renvoi en procès pour « harcèlement moral » l'enseignante et deux camarades de classe d’Evaëlle, un troisième camarade mis en examen pendant un temps bénéficie d’un non-lieu. 
Le 10 décembre 2020, trois adolescents âgés de 13 ans sont mis en examen par la juge d'instruction.

## Procès
En 2024, l'enseignante de français est renvoyée en correctionnel. Son procès s'ouvre en mars 2025.
Le 11 mars 2025, la procureure requiert une peine de 18 mois de prison avec sursis et une interdiction définitive d’exercer la profession d’enseignant. Le jugement est mis en délibéré au 10 avril 2025, dans un contexte tendu, où l'ancienne enseignante reçoit des menaces de mort.
Le 10 avril 2025, la professeure est relaxée par le tribunal correctionnel de Pontoise. Le parquet de Pontoise annonce faire appel de la relaxe .